# Радомишльська папірня

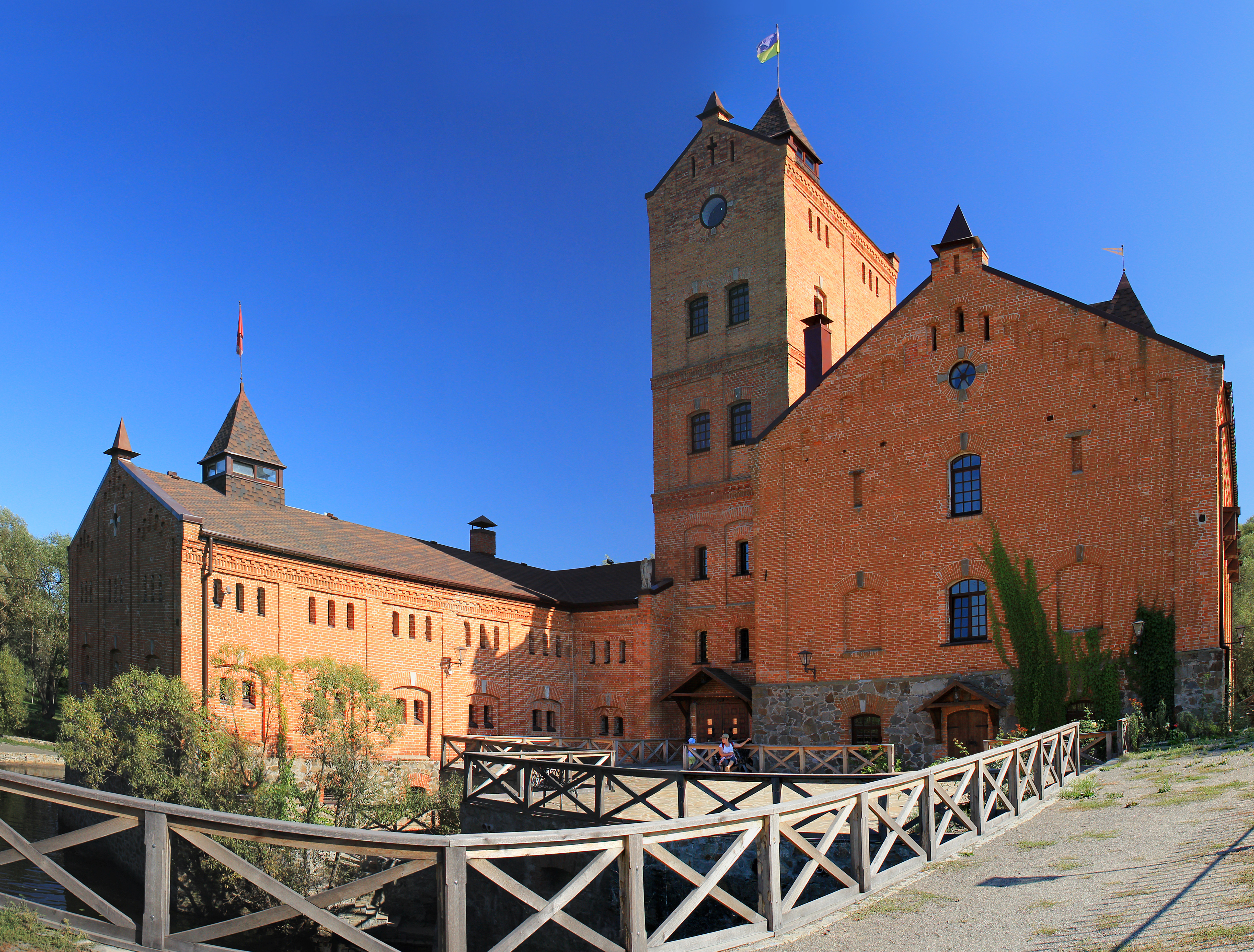
Приватний музейний комплекс «Замок Радомисль», збудований, як вважається, на місці колишньої папірні

Папірня — район міста Радомишля, (Житомирська область), колишнє однойменне село, назване на честь першого в центральній і східній Україні підприємства з виробництва паперу.
Виникнення села (приблизно перша половина XVII століття) пов'язане з виготовленням паперу для потреб друкарні Києво-Печерської Лаври. Радомишльська папірня була першим таким підприємством у центральній і східній Україні. Фактично лише заснування папірні біля Радомишля уможливило початок книгодрукування в Центральній Україні.
За свідченням Копистенського, яке збереглося в його проповіді з 1618 року, папірня була заснована «коштом немалим на здивування того краю як річ небувала».
Опікуном папірні і містечка був Єлисей Плетенецький, про що говориться в панегірику, складеному на його честь Олександра Митури і надрукованому 1618 року: «Не мнєй свєдчит Радомисль, з ним Городок сполнє, як доми в них Божії збудувались гойнє».

## Історія

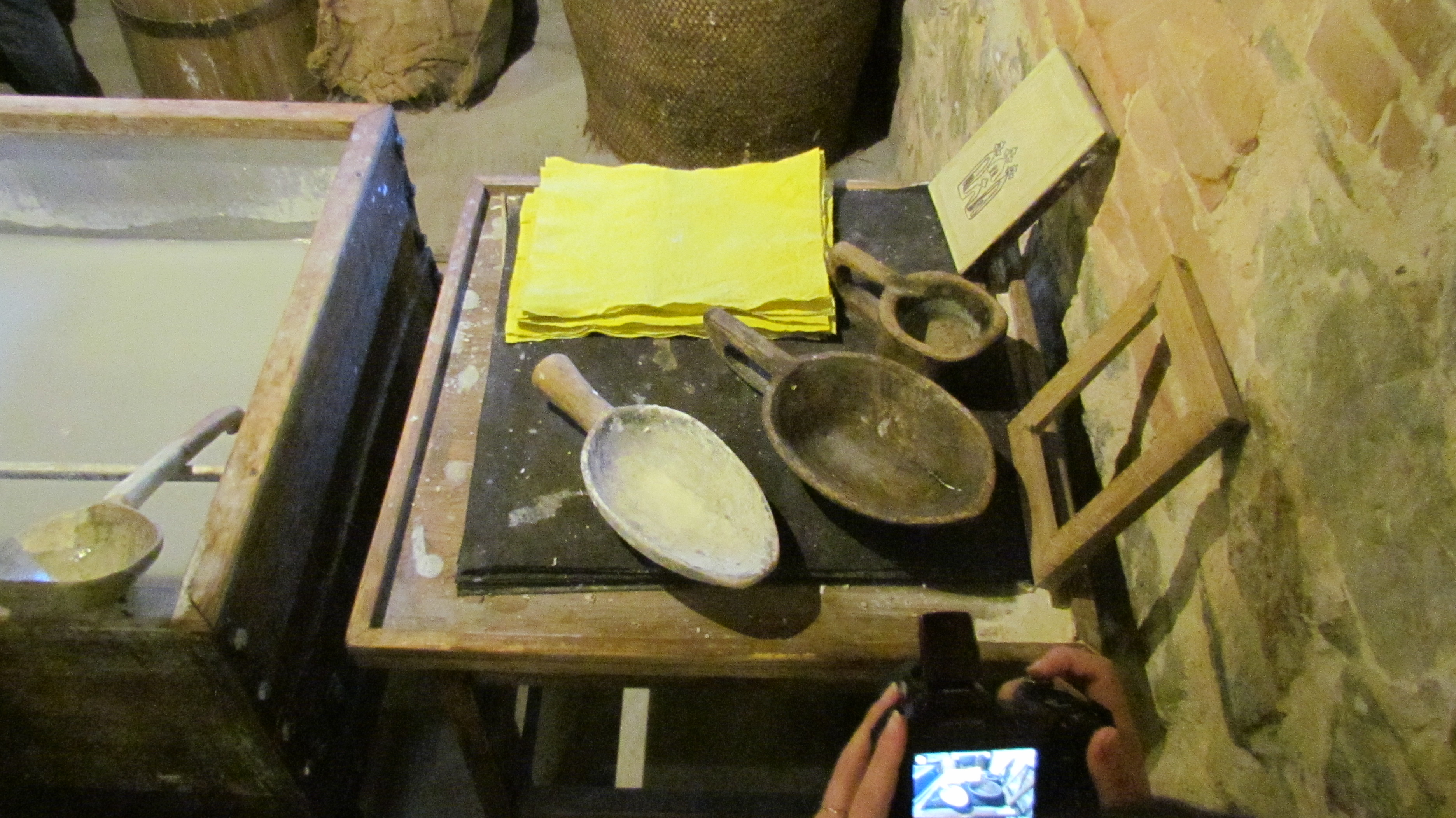
Частина експозиції

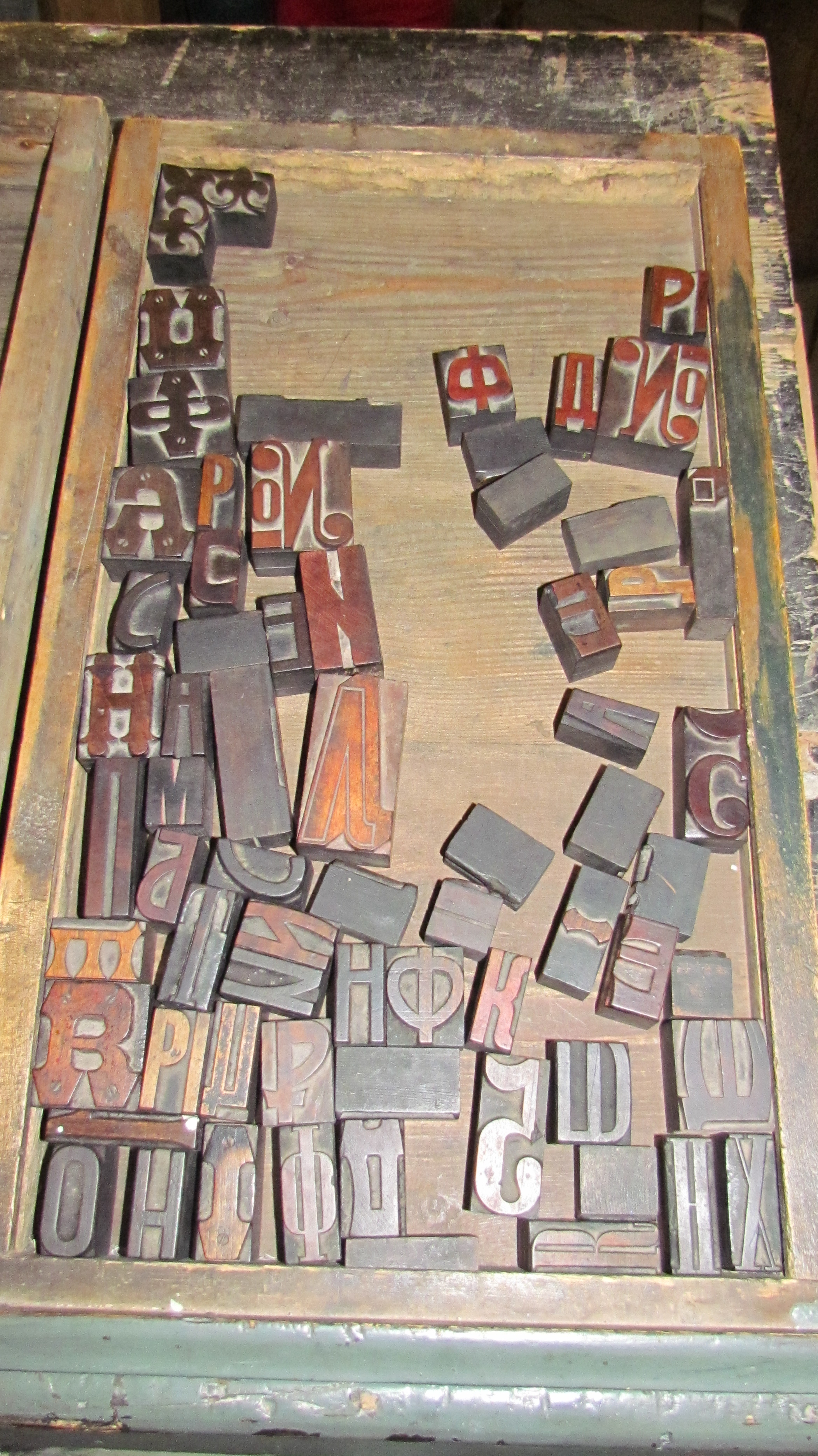
Шрифти. Частина експозиції

За припущеннями місцевих краєзнавців і як зазначено в працях митрополита Іларіона Огієнка, Радомишльську папірню можна вважати однією з перших у Центральній Україні.
Радомишльська папірня була споруджена 1612 року (за іншими даними — 1616), щоб виробляти папір для потреб лаврської друкарні. Ініціатором її будівництва став архімандрит Києво-Печерської лаври Єлисей Плетенецький (1550—1624). Це була перша паперова фабрика на території Центральної України. Вона виникла в той час, коли уряд Речі Посполитої оголосив поза законом православну ієрархію Литви-Русі, яка не приєдналася до Берестейської церковної унії 1596 року. Тому робота фабрики була пов'язана з ризиком адміністративного тиску з боку влади — аж до смерті короля Речі Посполитої Сигізмунда ІІІ.

Тоді ж почала діяти Лаврська друкарня. Але саме заснування і облаштування папірні, ймовірно, слід віднести до ранішого періоду. У письмових джерелах 1609 року йдеться про перебування Єлисея Плетенецького в Радомишлі, коли він зі своїми підручними з Радомишля та Василькова відібрали у Камінського маєтки Заруддя, Унин і Воробівичі.

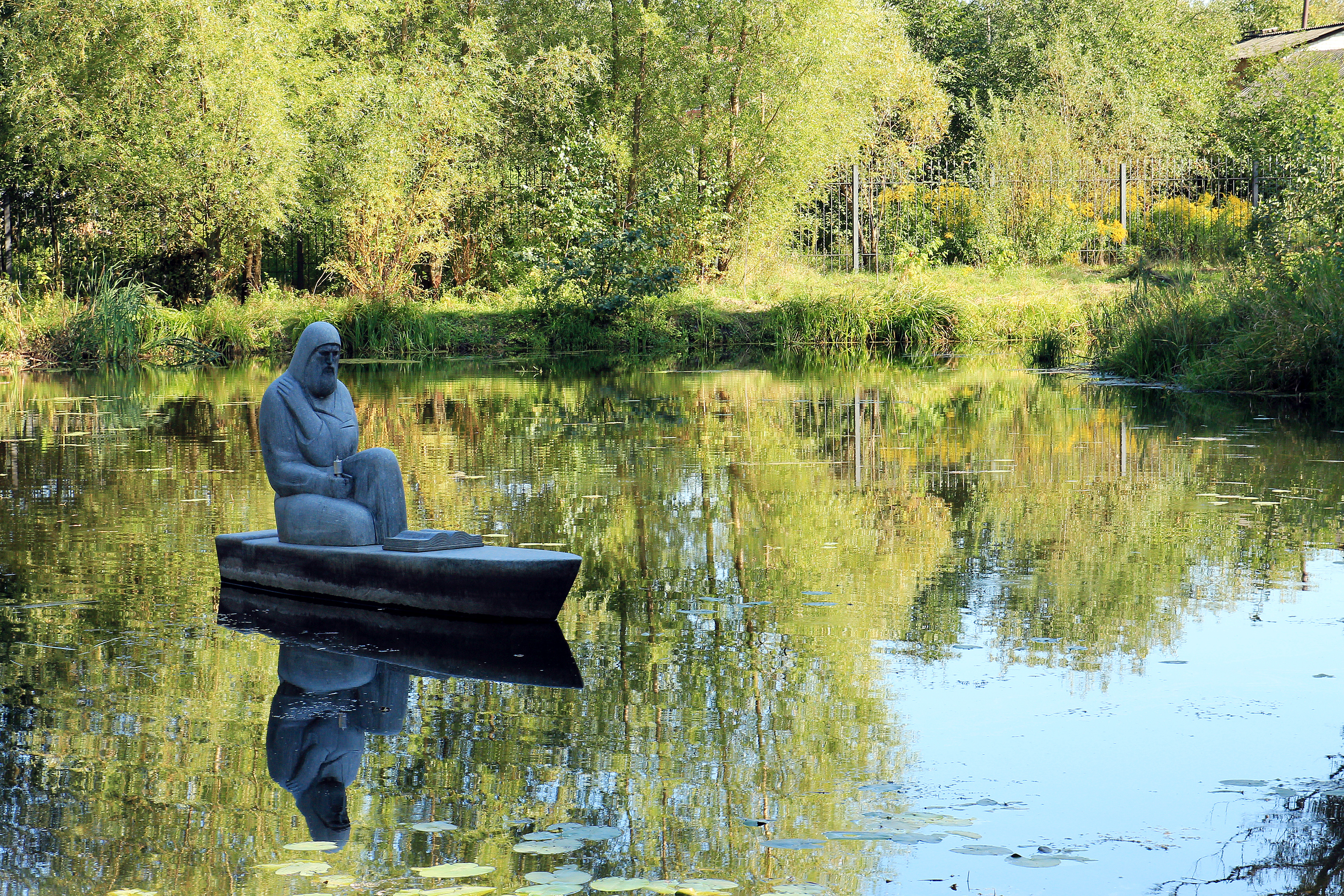
Пам'ятник Єлисею Плетенецькому, відкритий у 2009 р.

З дня свого виникнення і до Хмельниччини радомишльська папірня була фактично монопольним виробником паперу в Центральній Україні. Більшість церковних і світських книг, що побутували в центрі і на сході України, були надруковані у лаврській друкарні на радомишльському папері. Виготовлявся він з льону, кропиви і коноплі, мав світло-сірий колір і був дуже міцним. Папір із Радомишля неважко впізнати по водяних знаках чотирьох типів. Перші два — це шляхетські герби лаврських архімандритів Єлисея Плетенецького і Захарії Копистенського. Інші являють собою, відповідно, стилізоване зображення одного із засновників Лаври, преподобного Антонія Печерського, і трьох бань з хрестами.
Саме на цьому папері було видано кілька знакових книг в історії національного книгодрукування. Серед них — перша надрукована в Києві книга «Часослов» (1616), перший український поетичний збірник «Вінок чеснот превелебного в бозі милостивого пана отця Єлисея Плетенецького» (1618), перший український словник — «Лексикон славяноросскій» (1627).
Особливо роль папірні зросла за митрополита Київського і Галицького Петра Могили (1597—1647), який зайнявся реформою православної системи освіти в Речі Посполитій. Для цього було потрібно багато нових підручників, філософських, полемічних, природознавчих праць — і, відповідно, більше паперу. До роботи на паперову фабрику митрополит Петро Могила залучив німецьких фахівців. В Радомишлі відтоді з'явилася «німецька слобода». Нащадки її жителів мешкали в місті до 1940-х років.
Скільки часу працювала папірня, точно невідомо. Швидше за все, вона була знищена за часів Хмельниччини або «Руїни» — збройної боротьби за владу серед української козацько-шляхетської верхівки в 50–70 рр. XVII ст. В усякому разі, в «інвентарному списку» указу короля Яна Собеського (1682) про передачу Радомишля з волостями унійному львівському єпископу Йосипу Шумлянському папірня вже не згадується. Однак паперу за час її роботи виробили стільки, що вистачило для друкування книг до першої половини XVIII ст. Приблизно в кінці XVII — на початку XVIII ст. для Києво-Печерської лаври була побудована нова папірня в Пакульському ключі (на території сучасної Чернігівської області). На жаль, не збереглося архітектурних планів самої папірні і нічого невідомо про склад робітників.[джерело?]
Незабаром навколо паперової фабрики виникло селище, яке і стало називатися Папірня. Існувало воно до 1960-х років, після чого було приєднане до Радомишля.
Землі та ліси в Радомишльському повіті належали Лаврі і для її потреб від ранньої весни до пізньої осені до Києва переправляли ліс, дрова, сіно, віск, мед, шкіру, дьоготь тощо.

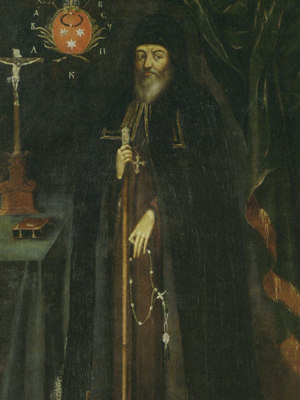
Єлисей Плетенецький (1550—1624), архімандрит Києво-Печерської лаври

Діяльність папірні припадає на період піднесення Радомишля до 1-ї половини XVII століття і пояснюється це відродженням Православної Церкви та релігійно-культурним пробудженням Києва за часів Плетенецького, Борецького та Могили. Радомишль опинився на той час поза межами конфесійної боротьби, яка виникла після Берестейського собору 1596 року. Землі біля міста й величезні лісові угіддя належали Києво-Печерскій лаврі. Київський митрополит Петро Могила часто відвідував Радомишль (саме в період його боротьби за митрополичий престол з Копинським) і, можливо, там містилася його літня резиденція. Вказує на це, зокрема, його тогочасне листування. Збереглися близько 80 листів, написаних Могилою в Радомишлі. Один із них (до Павла Ставецького з запрошенням до Києва на урочистості вступу у володіння митрополією й освячення Софії Київської) закінчується підписом митрополита: В Радомишлю, в день святих Петра і Павла, року 1633.
На час виникнення Радомишльської папірні на теренах України вже існувала папірня Кмеллера (Львів, з 1590 року). В Острозі князі Острозькі також мали власні папірню та друкарню.
Папір в радомишльській папірні, як зазначає Ф. Тітов, не вирізнявся якістю — він був темний, сіруватого відтінку, але дуже міцний. Про високу продуктивність папірні свідчить те, що Лаврська друкарня швидко стала найпродуктивнішою в Україні. Протягом перших 8 років свого існування вона видала більше книг, ніж друкарні всієї тодішньої України. На кожному аркуші паперу виданих Лаврою книг виразно проглядають філігранні водяні знаки Радомишльської папірні з гербом Єлисея Плетенецького. Після його смерті це місце зайняв герб Захарія Копистенського.
Ієромонах Пантелеймон Кохановський наглядав за роботою папірні від самого її виникнення. Це був високоосвічений церковний діяч і авторитетна особистість, справжній патріот України — один із тих, хто 1654 року відмовився присягати російському цареві Олексію Михайловичу.

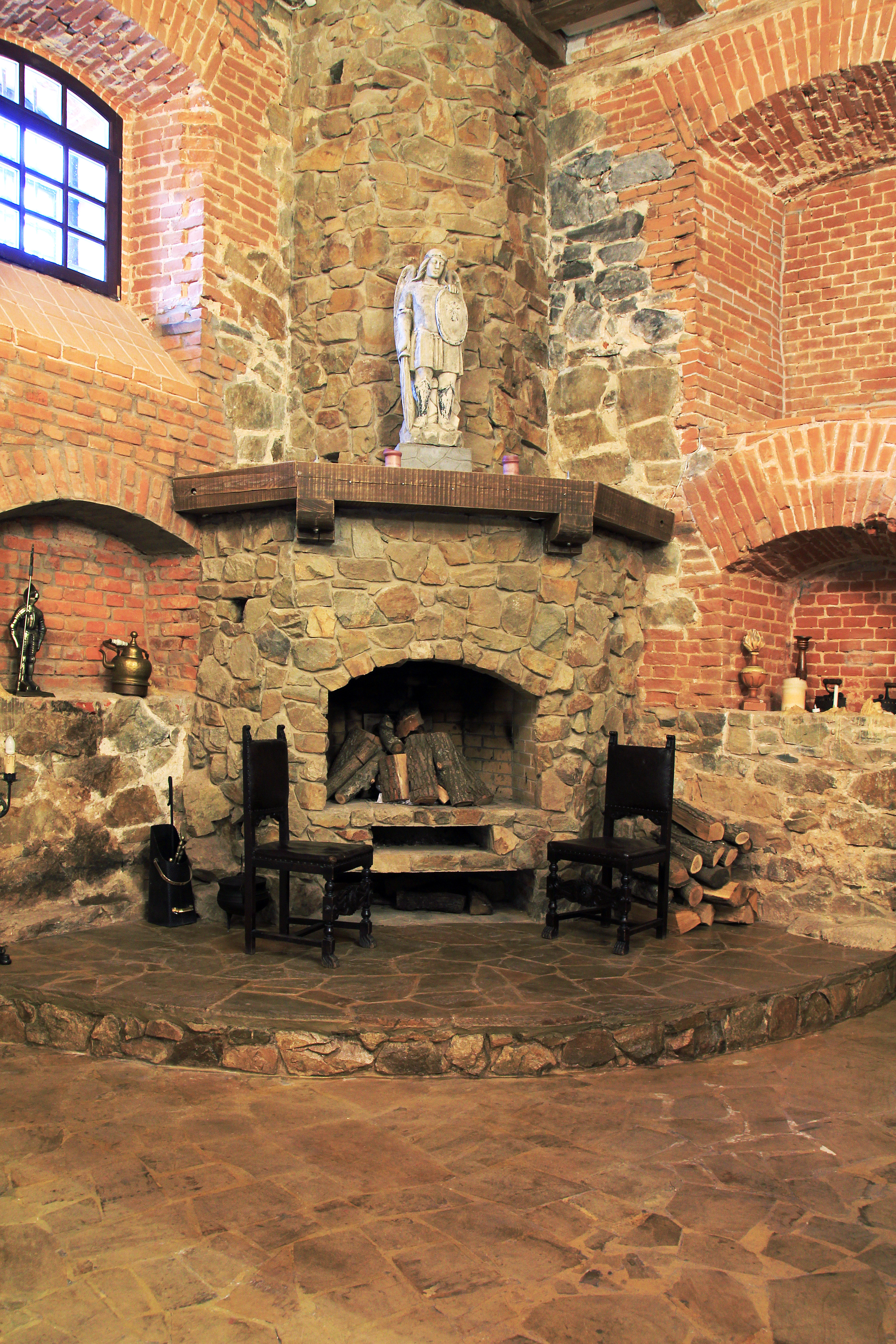
Папірня в Радомишлі — камінна зала

Готовий папір доставляли з Радомишля до Києва спочатку річкою Микою, притокою Тетерева, потім Тетеревом, а далі Дніпром. Тоді на ріці Тетерів були пристані в Ротичах, Ораному, Іванкові, Приборському, Горностайполі, Унині, Кухарях, Макалевичах, Зорині і Воварині (загалом 10).
В історичній літературі трапляються твердження про нерегулярне функціонування папірні в XVII столітті — з огляду на відсутність документальних свідчень. Мацюк підтримує припущення деяких дослідників про існування папірні в Радомишлі лише до 1648 року, проте Огієнко висловлює припущення, що папірня працювала і в XVIII столітті. Подібні думки про роботу папірні в Радомишлі висловлює польська історіографія.
З часом до виробництва паперу були залучені спеціалісти та майстри папірництва з Німеччини. Згодом на Папірні утворилася німецька колонія, яка, окрім папірництва, займалася сільським господарством, млинарством, ремонтом і виготовленням сільськогосподарської техніки та товарів широкого вжитку. Німецька громада міста Радомишля мала свою школу, до якої вчителів запрошували з Німеччини. Була Лютеранська церква та кладовище, знищене у 1930-х рр. (нині на його місті — будинок для інвалідів).
На місці, де за переказами місцевих мешканців була папірня, тепер стоїть могутня будівля млина — єдина архітектурна пам'ятка й окраса місцевості. Побудований 1902 року за проектом архітектора Тарасова Костянтина Костянтиновича. Інженер Пекарський був господарем млина. Споруда побудована із червоної цегли на кам'яному природному пагорбі і височіє на березі річки Мики. Річка, на Папірні перекрита греблею, утворює великий став площею близько 90 гектарів. Млин був спершу паровий, згодом переведений на електрику. 5-поверховий (відповідає сучасній 12-поверхівці), має під'їздні містки. На ньому колись працювали 5-10 робітників.
Тарасов початкову освіту одержав у Севастопольському реальному училищі, після чого 1881 р. вступив до Петербурзького інституту цивільних інженерів, який закінчив 1886 р. по І розряду з відповідним званням і срібною медаллю по архітектурі. 1889 р. був відряджений для будівництва Південно-Західної залізниці і працював на Уманській і Новоселицьких гілках.

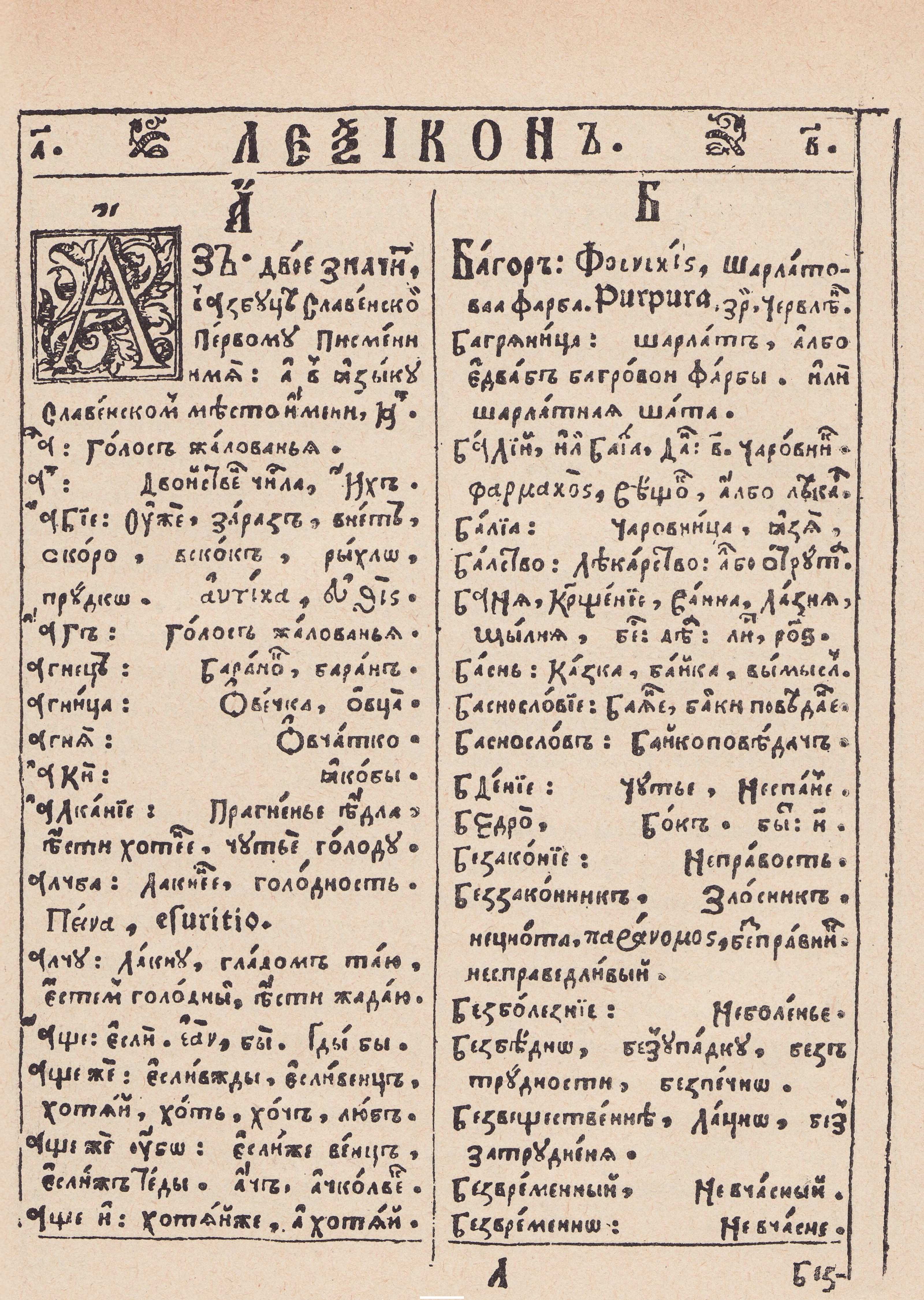
Перша сторінка «Лексикона Словено-роського», надрукованого в 1627 на папері, виготовленому в Радомишлі

З квітня 1892 р. виконував обов'язки молодшого техніка будівельного відділення в Києві і архітектора Києво-Печерської лаври. Крім того з 1889 р. обіймав посади архітектора Подільської і Фундуклеївської гімназій та пансіону Левашової в Києві.
Вживав форми неоренесансу і неоросійського стильового напрямку.
За його проектами в 1888—1892 pp. були збудовані:
- Мурована тюрма на 300 чоловік в Бердичеві,
- Триповерховий млин в Радомислі на Київщині,
- Триповерховий і чотириповерховий житлові будинки в Києві,
- Надбудова 3-го поверху пансіону гр. Левашової,
- Розширення Фундуклеївської жіночої гімназії з влаштуванням актового залу і домової церкви,
- Ремонт споруд Києво-Покровського жіночого монастиря і будівництво навколо нього мурованої огорожі,
- Мурований двоповерховий з підвалом будинок у Китаївському монастирі біля Києва.

Навколо Радомишльської папірні виникло село, яке дістало назву Папірня і було самостійною адміністративною одиницею аж до 1960-х років, коли стало передмістям Радомишля.

## Дослідники радомишльського папірництва
Українські історики Грушевський, Крип'якевич, Огієнко в своїх працях неодноразово згадували про Радомишльську папірню.

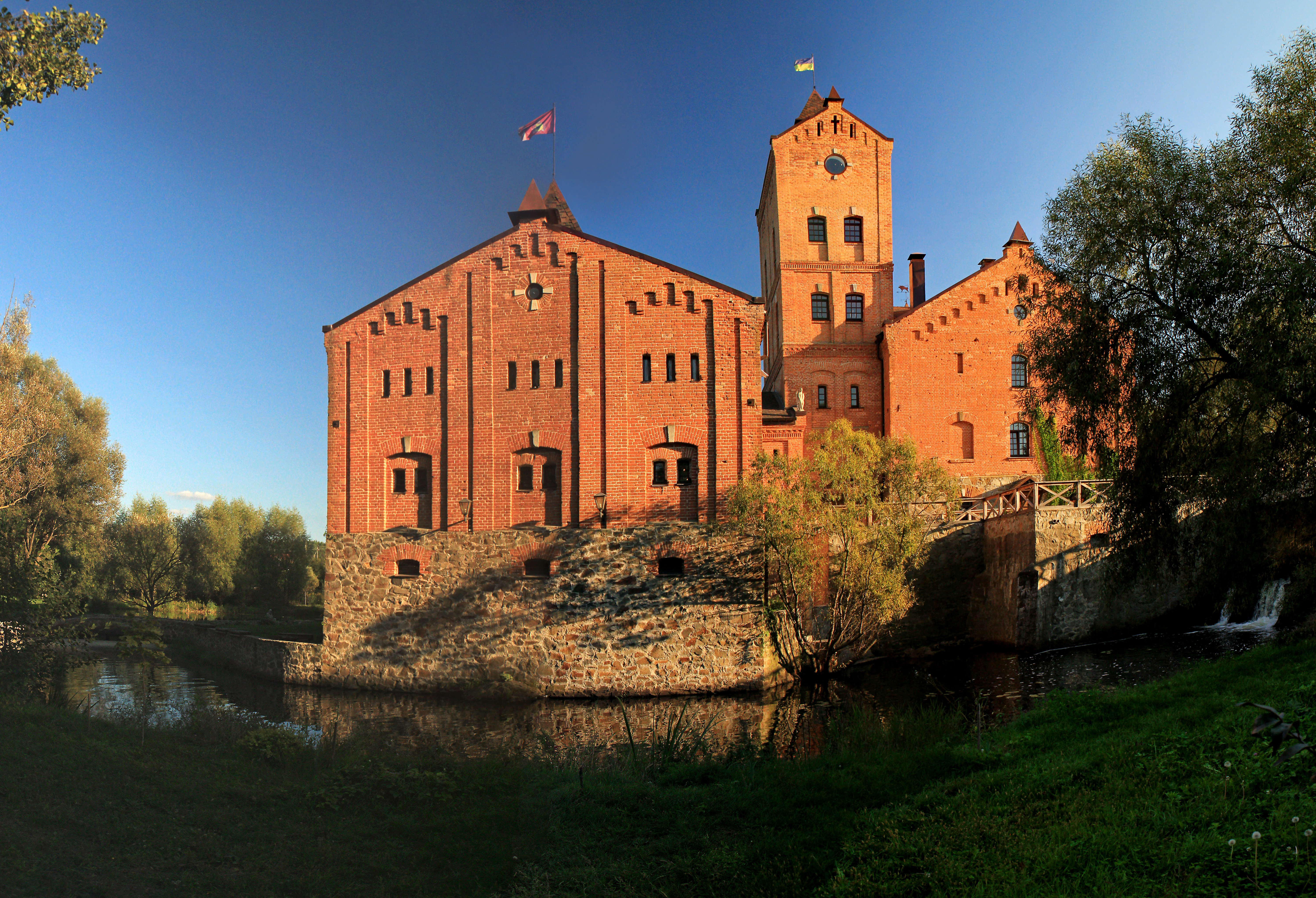
«Замок Радомисль»

У 1920-1930-х роках діяльності українських папірень у Новому Ставі та Радомишлі присвятив декілька своїх історичних розвідок один із найбільших знавців давнього папірництва, краківський дослідник В.Будка.
Великий обсяг дослідницької та аналітичної роботи з розвитку папірництва на теренах Речі Посполитої здійснила Я.Сінярська-Чапліцька. Так, в альбомі водяних знаків, укладеному дослідницею, представлені і кілька філіграней з таких українських папірень, як Одрикінь, Лівчичі, Брюховичі, Буськ та Рожана А в іншому фундаментальному дослідженні, що написане спільно з Й.Домбровським, присвячене ручному виробництву паперу, вивчаються як філіграні, так і виробничо-економічні аспекти папірництва.

Тут описуються паперові виробництва у Львові, Буську, Новому Ставі, Луцьку, Левочі, Золочеві, Шклі, Самборі та інших українських містах. Щоправда, деякі твердження цих польських істориків є суперечливими. Зокрема, вони першою в Україні вважають папірню у Радомишлі, яка була закладена київським архімандритом Є.Плетенецьким

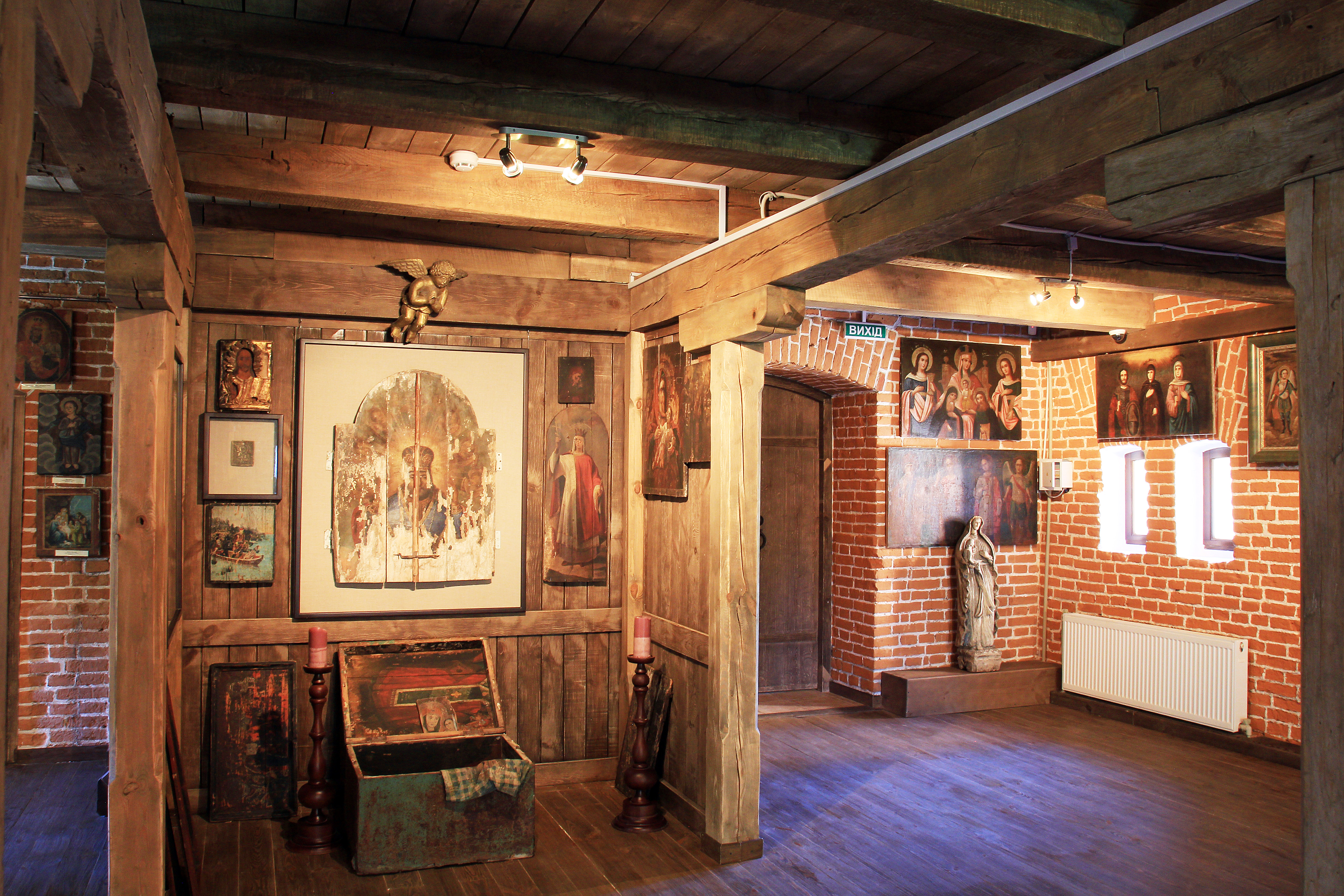
Галерея ікон

Значний інформаційний матеріал з теми представлений також у енциклопедичних польських виданнях та історичних атласах. Щодо останніх, то тут варто зупинитись на історичному атласі, який був укладений А.Яблоновським і виданий на межі XIX-ХХ століть У ньому представлені землі холмські, белзькі, подільські, волинські, київські та брацлавські. Цей атлас дає повне уявлення про розміщення населених пунктів українських земель, що входили до Речі Посполитої у XVI—XVII століттях. Зокрема на карті № 9 чітко видно населений пункт Папірня на р. Мика поблизу Радомишля, де й знаходилось власне паперове виробництво Києво-Печерської лаври.

## Сучасність

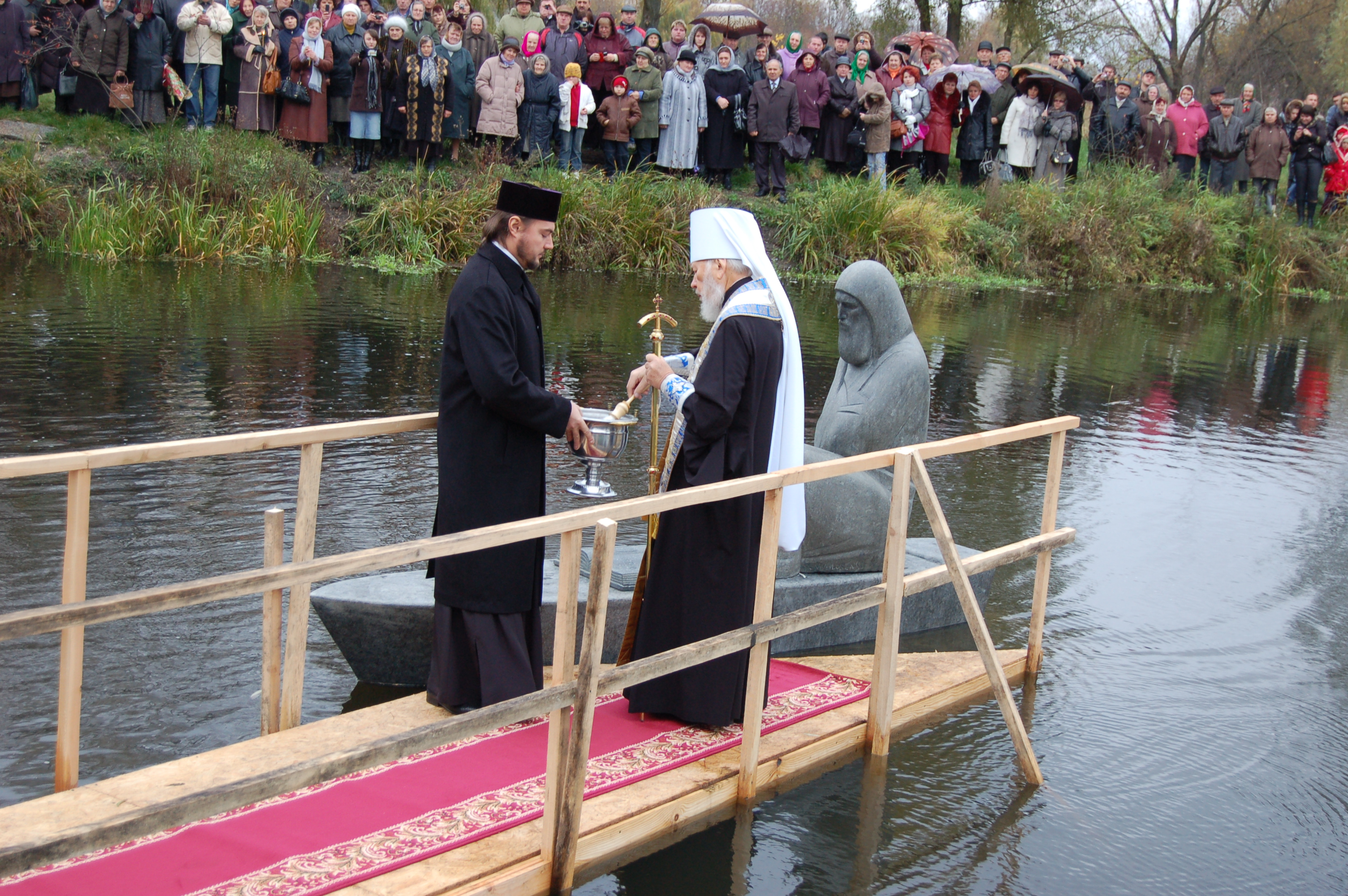
Митрополит Київський УПЦ МП Володимир Сабодан освячує пам'ятник архімандриту Києво-Печерської лаври Єлисею Плетенецькому в «Замку Радомисль». 29 жовтня 2009 року

1 грудня 2012 року на території історико-культурного комплексу "Замок-музей Радомисль" була відновлена старовинна папірня на тому місці, де вона була збудована чотири століття тому. Це перша і поки що єдина в Україні відновлена старовинна папірня, яка виробляє папір за технологією XVI-XVII чт. Обладнання для виробництва черпаного паперу було виготовлене за старовинними кресленнями, гравюрами і малюнками. 
За задумом засновниці "Замку-музею Радомисль" Ольги Богомолець, кожному відвідувачеві музею отримати на згадку зроблений власноруч паперовий аркуш з водяним знаком друкарні Києво-Печерської лаври.